# Murugan

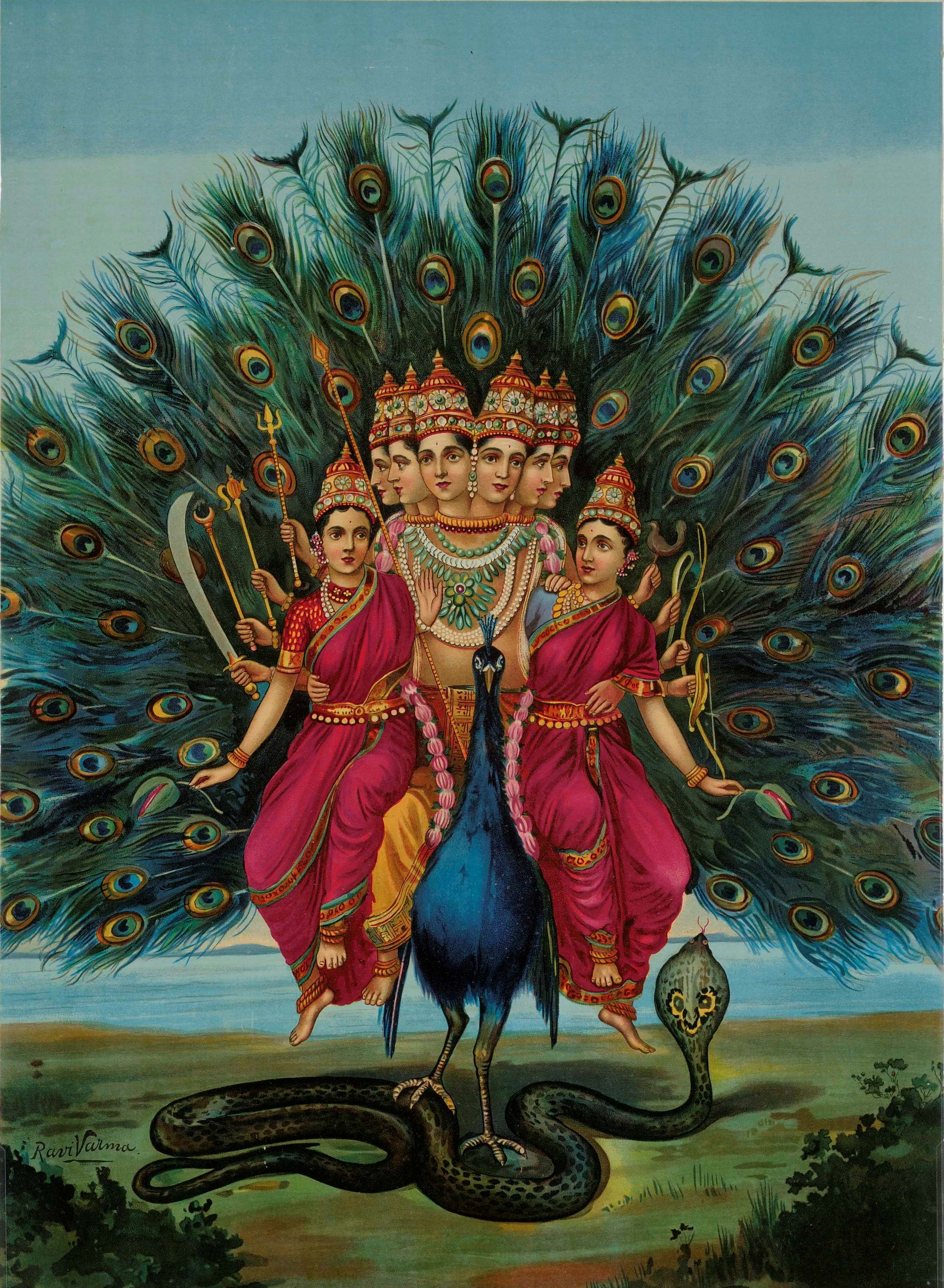
Murugan, door Raja Ravi Varma

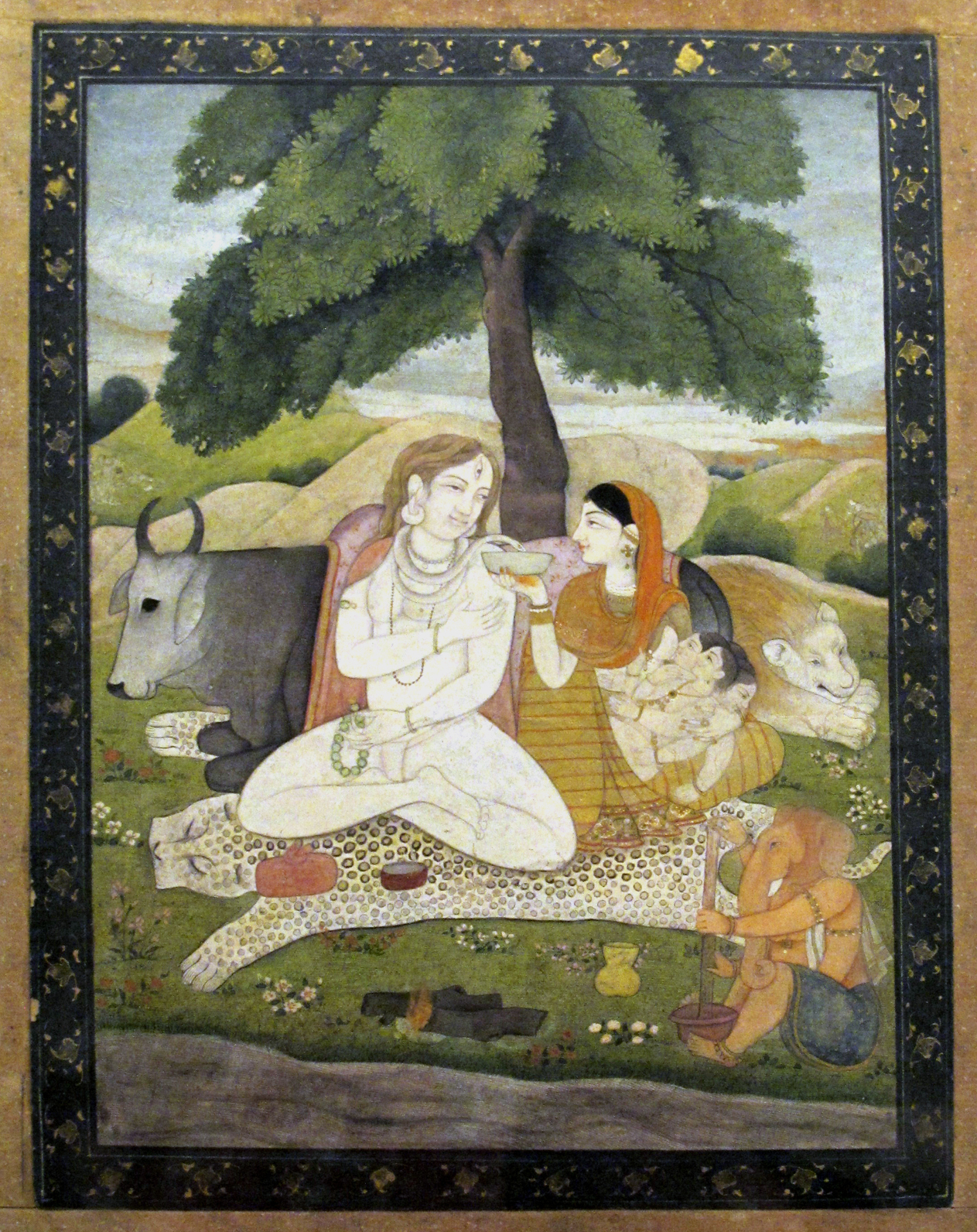
Shiva en zijn familie, Parvati geeft Murugan de borst, Pahari, late 18e eeuw

Murugan (Tamil:முருகன், Sanskriet:सुब्रह्मण्य, Hindi: कार्तिकेय, Kannada: ಸುಬ್ರಹ್ಮಣ್ಯ), ook bekend als Kartikeya, Skanda, Sasthimatriya, Agnibhuva, Kumara (jongeling) en Subrahmanya, is een god uit het hindoeïstisch pantheon. Hij is de god van oorlog en overwinning en de patroonheilige van Tamil Nadu. Hij is de zoon van Parvati en Shiva en de broer van Ganesha. Ze wonen op de berg Kailash. Hij is de overwinnaar van Tarakasura. Murugan is getrouwd met Devasena en Valli.
Murugan wordt vaak afgebeeld als een man met meerdere gezichten (zes), rijdend op een blauwe pauw. De pauw is de vahana van Murugan.
Murugan is vooral populair bij Tamilhindoes en wordt derhalve vereerd in gebieden waar deze vorm van hindoeïsme sterk vertegenwoordigd is, zoals Singapore, Zuid-India, Maleisië, Mauritius en Réunion.
Archeologische opgravingen hebben bevestigd dat Murugan reeds in de 10e eeuw voor Christus werd vereerd. Verwijzingen naar Murugan in het Sanskriet gaan terug tot het eerste millennium voor Christus. Murugan is nauw verbonden met Ahmuvan, een godheid uit de Indusvallei.
De symbolen van Murugan zijn gebaseerd op wapens. Zijn bekendste symbool is een speer genaamd de Vel.

## Geboorte
Over de geboorte van Murugan worden verschillende verhalen verteld. Volgens een versie uit de Mahabharata ging de god Rudra (Shiva) op in de vuurgod Agni en werd  Agni uitgenodigd om aan het offerritueel deel te nemen van de Rishi's (Prajapati's). Agni werd verliefd op de vrouwen van de Rishi's en trok zich terug in het woud. Uma (Devi, Parvati, de vrouw van Shiva) ging op in Svaha. Svaha (Blijdschap), de dochter van Daksha, een van de Rishi's, werd verliefd op Agni. Svaha bezocht Agni zes keer in de gedaante van de vrouwen van de Rishi's. Svaha nam zijn zaad mee naar de Rishi's en uit dat zaad in een gouden reservoir werd Murugan geboren, met zes hoofden.
De Shiva Purana vertelt dat de goden een legerleider nodig hadden om Taraka (Tarika) te verslaan, de koning van Tripura (Drie steden). Taraka was door verstervingen zó machtig geworden dat Indra hem het witte, acht-hoofdige paard Ukhisrava moest afstaan, de god Kuvera zijn duizend zeepaarden en de Rishi's de koe Kamdhenu, die alles gaf wat men zich kon wensen. Om Taraka te verslaan zocht men naar een nakomeling van Shiva. Kamadeva en zijn vrouw Rati (Begeerte) brachten Shiva en Parvati bij elkaar en zij trouwden, maar er kwam geen nakomeling. Toen ontving de vuurgod Agni in de vorm van een duif het zaad van Shiva. Agni liet het zaad in de Ganges vallen en op de oever groeide Murugan op, vandaar zijn naam Agnibhuva (nakomeling van Agni). De zes dochters van de Raja's, de Pleiaden (Kirttikah) kwamen in de Ganges baden en zagen het kind. Ze wilden alle zes zijn moeder zijn en boden hem hun borst. Murugan kreeg terstond zes monden om door hen te worden gezoogd, vandaar zijn epithet Sasthimatriya (met zes moeders). Murugan versloeg later Taraka.
Er is nog een versie waarin Shiva de vonken uit zijn ogen in het meer Saravana liet vallen, waaruit zes kinderen werden geboren, die opgevoed werden door de zes vrouwen van de Rishi's. toen Parvati de zes jongetjes zag omhelsde ze hen tegelijk, zodat ze samen één lichaam kregen, maar twaalf armen en zes hoofden behielden.
De dichter Kalidasa schreef in de vijfde eeuw de Kumarasambhava (Geboorte van Kumara-Kartikeya).